# Allobates sanmartini
Allobates sanmartini är en groddjursart som först beskrevs av Rivero, Langone och Carlos M. Prigioni 1986.  Allobates sanmartini ingår i släktet Allobates och familjen Aromobatidae. IUCN kategoriserar arten globalt som otillräckligt studerad. Inga underarter finns listade i Catalogue of Life.